# Класификация на танковете
Класификацията на танковете се е променяла и развивала още от създаването на първия танк.
Системите за класификация не са притежавали устойчивост поради промените в теориите за бойното им използване и бързото развитие на технологията. При един исторически преглед могат да бъдат изброени няколко различни методи на класификация на танковете в зависимост от военната доктрина, способите за бойно използване на танковете, състоянието на научно-техническата база и производствените възможности на страната производител. На тази база са определяни и необходимите видове танкове, количественото съотношение между тях и тактико-техническите характеристики на всеки вид. Поради това класификацията на танковете се е базирала на приетата в страната организация на Въоръжените сили и не може да се каже, че е съществувала обща система, важеща за всички периоди или страни. В зависимост от приетата военна доктрина се е отдавало предпочитание на огневата мощ, бронезащитата или маневреността.

## Класификация до Втората световна война
До началото на Втората световна война най-популярни са били 2 системи за класификация на танковете – по бойно тегло и по предназначение.

### Класификация по бойно тегло на танка
Класификацията на танковете по бойно тегло възниква още в най-ранния етап на развитието на танкостроенето, т.е. тогава, когато всички танкове са имали почти еднаква маневреност и бронева защита. По това време основната разлика между различните класове танкове е била в количеството на въоръжението им, а от там и в числеността на екипажа. Именно това обстоятелство оказва определящо влияние на габаритите и бойната маса на танка. Счита се, че за основа на класификацията по бойно тегло послужва товароподемността на железопътните платформи и мостове. Съгласно приетата класификация по бойно тегло танковете биват следните.
- Малък танк (танкета) – с бойно тегло до 5 t. Въоръжен с 1 или няколко картечници. Голяма част са плаващи. Основното им предназначение е за водене на разузнаване в интерес на общовойсковите и танковите части и съединения, като средство за връзка, за форсиране на водни прегради и за противотанкова борба. Използвани са за усилване на конницата и пехотата, но само след пробив на предната отбранителна полоса и под прикритието на леки танкове.
- Лек танк – с тегло от 5 до 15 t. Въоръжен с малокалибрено оръдие и картечница или с 1 до няколко картечници. Основно са използвани като средство за усилване на пехотата.
- Среден танк – с тегло от 15 до 30 t. Въоръжен с голямокалибрено оръдие и от 1 до няколко картечници. Предназначени са за усилване на пехотата при пробив на силно укрепена отбранителна полоса на противника.
- Тежък танк – с тегло над 30 тона. Въоръжен с няколко оръдия от различен калибър и няколко картечници. Предназначени са за усилване на общовойсковите съединения при пробив на силно укрепена отбранителна полоса или укрепен район (УР) на противника.

Постепенно бойното тегло престава да бъде критерий за надеждна оценка на бойните качества на танка. Едно и също бойно тегло е можело да се дължи на усилената бронезащита, на по-мощно въоръжение или на по-големи габарити.

### Класификация по предназначение на танка
- Линеен танк – така са наричани обикновените бойни танкове, за разлика от специалните. Обикновено са на въоръжение в механизираните и танковите подразделения, части и съединения.
- Специален танк – изпълняват специфични задачи: артилерийски, химически, огнеметни и др. До началото на Втората световна война специалните танкове са пускани в ограничени количества в сравнение с линейните:
  - артилерийски танк – въоръжен с мощно оръдейно въоръжение. Предназначен за огнева поддръжка и съпровождане на линейните танкове; САУ
  - химически танк – въоръжен със специална техника за изстрелване на огнева смес по жива сила и укрепления на противника, създаване на димни завеси, заразяване на местността с бойни отровни вещества и дегазация;
  - инженерен танк – въоръжен със специална техника за преодоляване на естествени и изкуствени препятствия;
  - свързочен танк – въоръжен със свързочна техника за осъществяване на връзка между танкови части и съединения с висшестоящото командване.
- Транспортни танкове – предназначени за снабдяване на линейните танкове с боеприпаси и гориво и смазочни материали в хода на боя, транспорт на войски и евакуация на ранени.

## Класификация от 1950 г. до наши дни
След 1950 г. постепенно е въведена нова система за класификация на танковете, приета в повечето от развитите страни. Съгласно нея в зависимост от задачите, които изпълняват, танковете се делят на 2 основни групи.
- Лек танк – в тази група влизат всички танкове, предназначени за решаване на специални задачи: танкета, плаващ танк, разузнавателен танк и т.н. Отличават се от ОБТ с по-малката си бронезащита (лека броня, често на основата на алуминиеви сплави) и по-слабо въоръжение (невинаги).
- Основен боен танк (ОБТ) (англ. main battle tank – MBT) – предназначени за решаване на основни бойни задачи. Съчетават висока мобилност, бронираност и огнева мощ.

## Други класификации
- Германска система за класификация – въведена е в Германия след 1930 г. и от там носи името си. По-късно за кратък период е възприета в САЩ и Великобритания. За основа се приема огневата мощ на танка. Танковете се класифицират в 3 вида: с картечно въоръжение, с леко оръдейно въоръжение (20 – 50 mm) и с тежко оръдейно въоръжение (над 75 mm).
- Британска система за класификация – въведена е във Великобритания през 1937 г. За основа се приема предназначението на танковете. Съгласно нея във въоръжените сили на страната има крайцерски, пехотни и леки (разузнавателни) танкове. Крайцерският танк е предназначен за използване в състава на големи танкови съединения, за решаване на самостоятелни задачи. Пехотният танк е предназначен за непосредствена поддръжка на пехотата, а лекият – за разузнаване. Класификацията е използвана само във Великобритания в периода 1937 – 1944 г.

## Исторически преглед
От историческа гледна точка съществуват голям брой имена, давани на различните танкове, които в някои случаи въобще не отговарят на техническите характеристики на самата машина.

### Пехотен танк
Пехотните танкове са първите възникнали танкове – доктрината за „танк за огнево съпровождане на пехотата“ е първата исторически възникнала в хода на появата и използването им през Първата световна война. След войната се развиват няколко доктрини за използване на танковете в рамките на сухопътната армия. Всяка от тези доктрини задава определено структурно място на танковите.
Конкретно за доктрината за пехотен танк – за всички държави тя има едно и също съдържание на идейно ниво: танково подразделение, което ще бъде пряко свързано организационно с пехотно съединение. В този смисъл подобни танкови подразделения не се считат за самостоятелни, нито ще имат каквато и да е оперативна свобода на действие извън основното пехотно съединение, към което принадлежат. На дивизионно организационно ниво е възможно подразделението да се използва като цяло или допълнително да се разчлени и придаде на отделните пехотни части.
В тактически план групата машини трябва да действа не само съвместно с пехотата, но и в нейните редове (или в непосредствена близост до тях). Основната задача на тези танкове е да оказват огнева подкрепа на пехотата с цел да повишат темповете на нейното напредване срещу противник, оказващ огнево въздействие.